# Grammicolepis brachiusculus

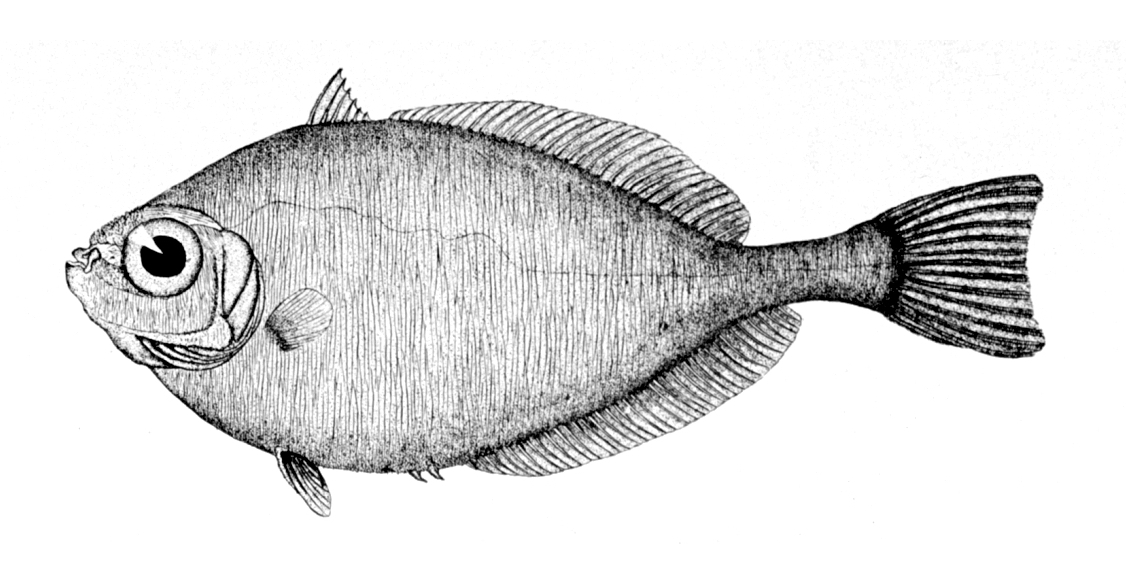
Grammicolepis brachiusculus

Grammicolepis brachiusculus ist ein Meeresfisch aus der Ordnung der Petersfischartigen (Zeiformes). Er kommt im östlichen Atlantik von Spanien über den Golf von Guinea südlich bis Südafrika (Durban), im westlichen Atlantik von der Georges Bank östlich von Cape Cod bis Suriname, im nördlichen Pazifik von Japan bis Hawaii und im Mittelmeer vor. Der Fisch lebt in Tiefen von 300 bis 1025 Metern, die meisten Exemplare wurden in Tiefen von 500 bis 700 Metern nachgewiesen. Aufgrund des tiefen Lebensraums im Mesopelagial oft nahe dem Meeresboden ist seine Lebensweise bisher weitgehend unbekannt.

## Merkmale
Grammicolepis brachiusculus wird maximal 65 cm lang und hat einen seitlich abgeflachten, ovalen Körper. Die Fische sind silbrig. Jungfische haben unregelmäßige schwarze Flecken auf dem Körper und der Schwanzflosse und 4 oder 5 schwarze Streifen auf der Afterflosse. Von den beiden Rückenflossen wird die erste von sechs bis sieben Flossenstacheln, die zweite von 32 bis 34 Weichstrahlen gestützt. Die Afterflosse hat zwei isoliert stehende kurze Flossenstacheln und 33 bis 35 Weichstrahlen. Kiemenrechen sind nur rudimentär entwickelt.
Adulte Exemplare sind mindestens doppelt so lang wie hoch, Jungfische mit einer Länge von weniger als 20 cm sind wesentlich hochrückiger und ihre Länge liegt beim 1,4- bis 1,6fachen der Körperhöhe. Die Kopflänge liegt etwa bei einem Drittel der Standardlänge, während die Kopflänge bei adulten Exemplaren nur noch ein Viertel der Standardlänge ausmacht. Jungfische haben bis zu einer Größe von 24 cm 10 bis 11 stachlige, horizontal abgeflachte Schuppen auf Körper und Schwanzstiel, sowie 34 bis 36 stachlige Auswüchse an der Basis der Rückenflosse. Bei der Metamorphose, die bei einer Länge von 25 bis 30 cm stattfindet, wird der Körper langgestreckter, die stachligen Schuppen verschwinden und die stachligen Auswüchse an der Rückenflossembbasis werden stark reduziert.

## Belege
1. 1 2 3  P.C. Heemstra: Grammicolepidae Tinselfishes. Seite 1214 bis 1216 in FAO Species Identification guide for Fishery Purposes: The Living Marine Resources of the Western Central Atlantic, Volume 2 Bony fishes part 1 (Acipenseridae to Grammatidae), ISBN 92-5-104825-8
2. 1 2 3  Grammicolepis brachiusculus auf Fishbase.org (englisch)